# 7-kanten
7-kanten er en vestjysk amatørscene, der spiller teater hele vintersæsonen for og med børn, unge og voksne. Det er regionens største amatørteater med hjemsted i Janderup vest for Varde.
Der blev indkaldt til stiftende generalforsamling 25. maj 1970 i Janderup forsamlingshus. På dagsordenen var bl.a. en konkurrence om foreningens navn, samt valg af en bestyrelse på syv personer. Konkurrencen om navnet blev vundet af Åse Friis Nielsen, der foreslog 7-kanten ud fra begrundelsen, at der skal syv til mange, og at folk skulle komme fra mange kanter.  
Amatørteatret startede i det små i 1970 med teater og musik for børn, unge og voksne hele året, og det gør de stadig. Men fra 1978 startede de Varde Sommerspil på friluftsscenen i Arnbjerg i Varde og den tradition foregår stadig.
I 2023 ændrede foreningen navn til Teatret 7-kanten.

## Forestillinger
- 1978: Jomfruburet set af 5.800
- 1979: Champagnegaloppen set af 6.300
- 1980: Farinelli set af 8.300
- 1981: Annie Get Your Gun set af 21.000
- 1982: Show Boat set af 19.300
- 1983: Oliver set af 27.000
- 1984: Landmandsliv set af 25.500
- 1985: Sommer i Tyrol set af 32.750
- 1986: 7 brude til 7 brødre set af 32.200
- 1987: My Fair Lady set af 35.300
- 1988: Jesus Christ Superstar set af 20.100
- 1989: Flagermusen set af 29.550
- 1990: Guys and Dolls set af 24.700
- 1991: Den Glade Enke set af 32.500
- 1992: The Sound of Music set af 42.800
- 1993: Jomfruburet set af 31.500
- 1994: The King and I set af 27.625
- 1995: Farinelli set af 33.100
- 1996: Frøken Nitouche set af 33.000
- 1997: Show Boat set af 31.000
- 1998: South Pacific set af 27.000
- 1999: Grevinde Maritza set af 22.000
- 2000: Oliver set af 23.000
- 2001: Mød mig på Cassiopeia" set af 27.000
- 2002: Les Misérables set af 27.200
- 2003: Sommer i Tyrol set af 29.400
- 2004: Spillemand på en tagryg set af 24.500
- 2005: Annie Get Your Gun set af 27.850
- 2006: Evita set af 27.345
- 2007: Midt om natten (musical) set af 31.882
- 2008: The Sound of Music set af 33.434
- 2009: Skønheden og udyret set af 36.500
- 2010: The Producers set af 27.705
- 2011: 7 brude til 7 brødre set af 28.023
- 2012: My Fair Lady set af 29.382
- 2013: Den eneste ene set af 30.005
- 2014: Byens bedste horehus set af 26.500
- 2015: Shrek The Musical set af 28.184
- 2016: Zorro The Musical set af 20.192
- 2017: Midt om natten (musical) set af 30.848
- 2018: Chaplin The Musical set af 21.000[1]
- 2019: Annie Get Your Gun
- 2020: Fyrtøjet - en gnist i Andersens liv udsat til 2021 pga. covid-19
- 2021: Fyrtøjet - en gnist i Andersens liv
- 2022: Jesus Christ Superstar set af 13.485
- 2023: De Tre Musketerer
- 2024: Baronessen fra benzintanken
- 2025: Den Skaldede Frisør The Musical
- 2026: Oliver!